# Manuel Pinto da Costa
Manuel Pinto da Costa (* 5. srpna 1937) je ekonom a politik Svatého Tomáše a Princova ostrova, který byl v letech 1975 až 1991 prvním prezidentem Svatého Tomáše a Princova ostrova. Post obsadil znovu v letech 2011 až 2016.

## Život a kariéra
Studoval ve východním Německu, kde se naučil plynně hovořit portugalsky a německy. Již od mládí měl dobré vztahy s budoucím prezidentem Angoly José Eduardo dos Santosem.
Mezi lety 1975 až 1991 byl prvním prezidentem Svatého Tomáše a Princova ostrova a velkou tváří strany MLSTP.
Legalizace opozičních politických stran vedla v roce 1991 k prvním volbám v zemi v demokratickém systému. On sám se však voleb nezúčastnil a místo toho oznámil, že odchází z politiky. MLSTP nepředstavila alternativního kandidáta a jeho oponent Miguel Trovoada byl zvolen bez jakýchkoli námitek. Navzdory svému předchozímu prohlášení znovu kandidoval v roce 1996. Byl ale těsně poražen Trovoadou. V roce 2001 kandidoval proti stávajícímu prezidentovi Fradique de Menezesovi, který získal většinu již v prvním kole.
Od května 1998 až do února 2005 byl lídrem strany MLSTP.
V roce 2011 opět kandidoval na prezidenta. Jeho soupeřem byl Evaristo Carvalho. Po těsném výsledku tyto volby vyhrál a 3. září 2011 se ujal svého úřadu. Znovuzvolení se v roce 2016 nedočkal.